# Okrug Gornji

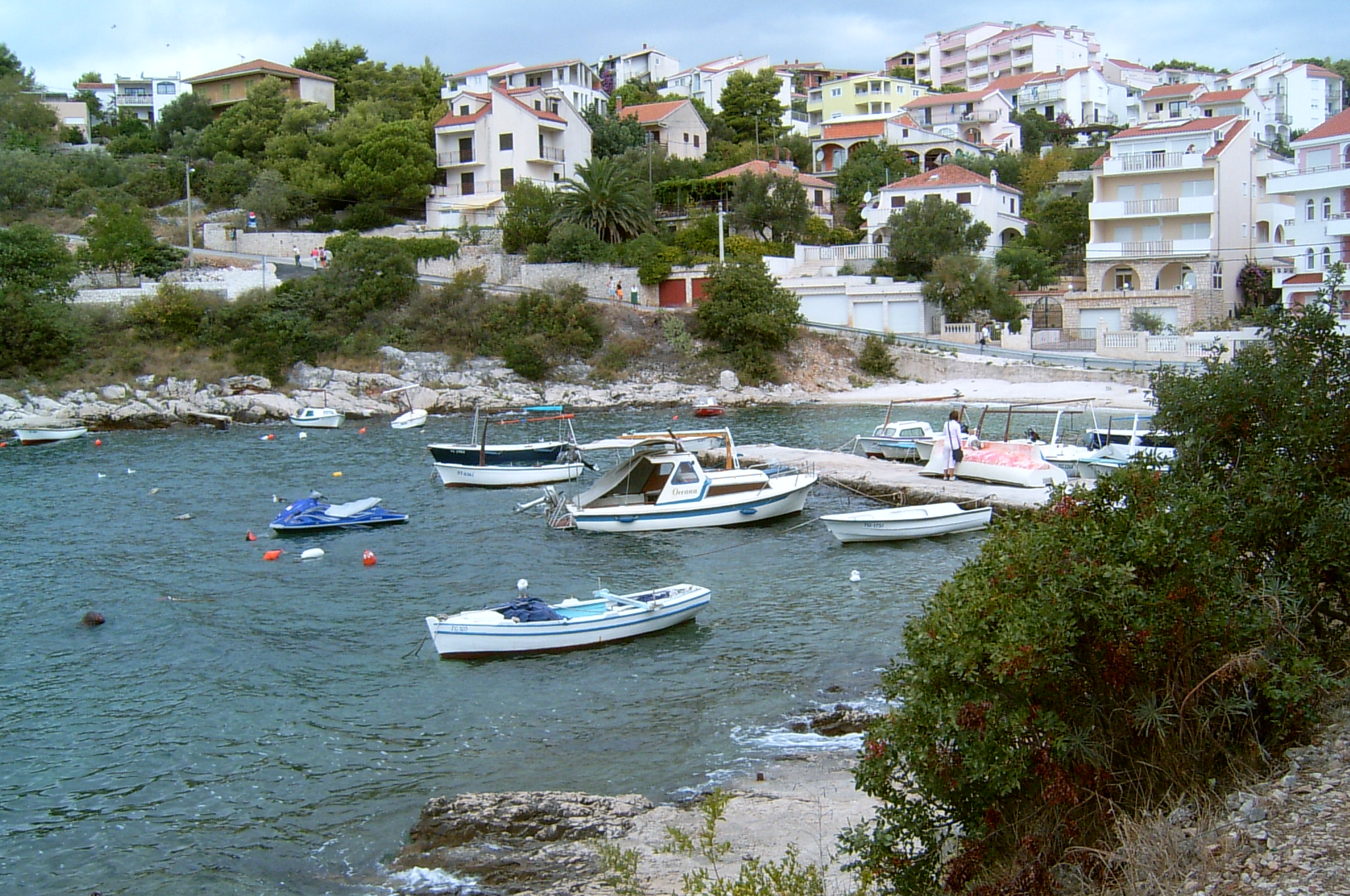
Okrug Gornji

Okrug ist eine Gemeinde auf der Westseite der Insel Čiovo, Kroatien in der Gespanschaft Split-Dalmatien. Sie ist unterteilt in Okrug Gornji und Okrug Donji, zwei traditionelle dalmatinische Dörfer. Durch seine geographische Lage ist sie das Zentrum der dalmatinischen Kleinregion. Sie hat ein mildes mediterranes Klima, eine dichte subtropische und mediterrane Vegetation, einen Archipel von kleinen Inseln, kleinen Buchten und Stränden. Okrug gilt mit seinen 2.670 Sonnenstunden pro Jahr als eines der attraktivsten Reiseziele in Kroatien und hat sich zu einem Zentrum für Badetourismus gewandelt. Hierzu trägt auch die Nähe zu Trogir und dem Flughafen Split bei.
Die alte Siedlung Okrug Gornji ist ein kleiner Fischerhafen am Ende des Strandes. Heute sind Okrug Gornji und Okrug Donji touristische Zentren.
Die durchschnittliche Temperatur ist 16,3 °C und 281 Tage im Jahr haben eine Durchschnittstemperatur über 10 °C.